# Hylaeus aralis
Hylaeus aralis är en biart som först beskrevs av Cockerell 1916.  Hylaeus aralis ingår i släktet citronbin, och familjen korttungebin. Inga underarter finns listade i Catalogue of Life.

## Bildgalleri

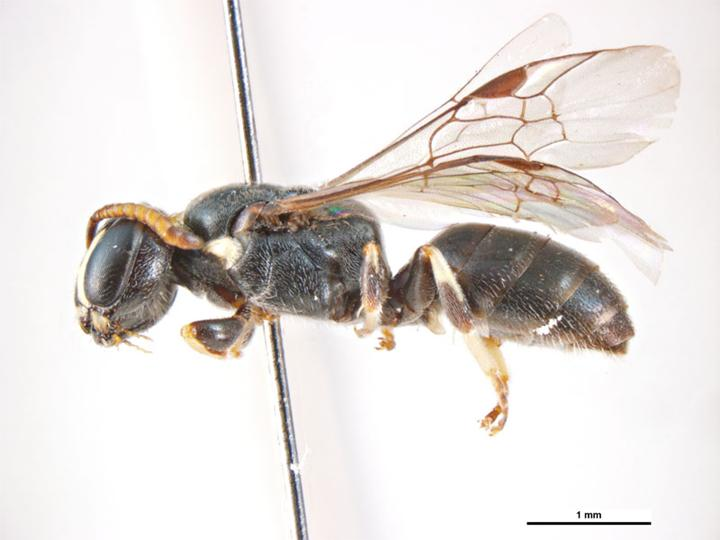
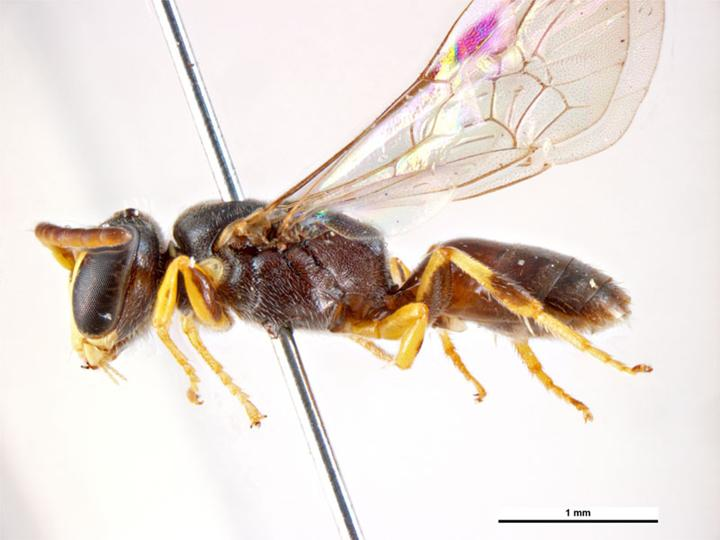